# Luka Đorđević
Luka Đorđević (czarn. Лукa Ђорђевић, ur. 9 lipca 1994 w Budvie) – czarnogórski piłkarz grający na pozycji napastnika. Od 2021 jest zawodnikiem Vejle BK.

## Kariera klubowa
Swoją karierę piłkarską Đorđević rozpoczął w klubie Mogren Budva. W 2011 roku stał się członkiem pierwszej drużyny Mogrenu. 30 kwietnia 2011 zadebiutował w czarnogórskiej pierwszej lidze w wygranym 4:1 domowym meczu z FK Dečić. W sezonie 2010/2011 wywalczył z Mogrenem mistrzostwo Czarnogóry. 6 sierpnia 2011 w meczu z FK Dečić (5:1) strzelił swojego pierwszego gola w lidze czarnogórskiej.
Latem 2012 roku Đorđević przeszedł do Zenitu Petersburg. Swój debiut w nim zanotował 11 sierpnia 2012 w wygranym 5:0 domowym meczu ze Spartakiem Moskwa. W 2013 roku został wypożyczony do FC Twente, w 2014 do Sampdorii, a w 2015 do SD Ponferradina. W 2017 roku został po raz kolejny wypożyczony – tym razem do Arsienału Tuła.
12 sierpnia 2019 przeszedł do Lokomotiwu Moskwa. W tym zespole swój pierwszy mecz rozegrał sześć dni później z Dinamo Moskwa (2:1). 14 października 2020 ponownie został wypożyczony do Arsienału Tuła. Latem 2021 nie przedłużył kontraktu z Lokomitowem, w związku z tym został zawodnikiem bez klubu.
5 września 2021 został piłkarzem duńskiego Vejle BK.
| Sezon   | Klub                   | Kraj       | Rozgrywki        | Mecze | Bramki |
| ------- | ---------------------- | ---------- | ---------------- | ----- | ------ |
| 2010/11 | Mogren Budva           | Czarnogóra | Prva Liga        | 2     | 0      |
| 2011/12 | Mogren Budva           | Czarnogóra | Prva Liga        | 24    | 10     |
| 2012/13 | Zenit Petersburg       | Rosja      | Priemjer-Liga    | 7     | 0      |
| 2013/14 | Zenit Petersburg       | Rosja      | Priemjer-Liga    | 1     | 0      |
| 2013/14 | FC Twente (wyp.)       | Holandia   | Eredivisie       | 14    | 0      |
| 2014/15 | UC Sampdoria (wyp.)    | Włochy     | Serie A          | 3     | 0      |
| 2015/16 | Zenit-2 Petersburg     | Rosja      | Pierwyj diwizion | 2     | 0      |
| 2015/16 | SD Ponferradina (wyp.) | Hiszpania  | Segunda División | 24    | 3      |
| 2016/17 | Zenit Petersburg       | Rosja      | Priemjer-Liga    | 10    | 1      |
| 2017/18 | Arsienał Tuła (wyp.)   | Rosja      | Priemjer-Liga    | 22    | 7      |
| 2018/19 | Arsienał Tuła (wyp.)   | Rosja      | Priemjer-Liga    | 23    | 7      |
| 2019/20 | Zenit Petersburg       | Rosja      | Priemjer-Liga    | 0     | 0      |
| 2019/20 | Lokomotiw Moskwa       | Rosja      | Priemjer-Liga    | 4     | 0      |
| 2020/21 | Arsienał Tuła (wyp.)   | Rosja      | Priemjer-Liga    | 14    | 2      |
| 2021/22 | Vejle BK               | Dania      | Superligaen      |       |        |

## Kariera reprezentacyjna
W swojej karierze Đorđević grał w reprezentacji Czarnogóry U-19 i U-21. W dorosłej reprezentacji zadebiutował 11 września 2012 w wygranym 6:0 meczu eliminacji do MŚ 2014 z San Marino. W tym spotkaniu strzelił również pierwszą bramkę w kadrze.